# GLONASS
GLONASS (ruski: ГЛОбальная НАвигационная Спутниковая Система), doslovno: "globalni navigacijski satelitski sistem") je satelitski navigacijski sistem koji je započeo SSSR 1976.
Po raspadu Sovjetskog Saveza, Rusija je preuzela projekat i on se trenutno nalazi u nadležnosti ruskih svemirskih snaga.
Sistem je zamišljen kao mreža od 24 geostacionarna satelita koji metodom trilateracije definišu poziciju objekta na površini Zemlje i prijemniku šalju podatke o njegovoj poziciji.
GLONASS je završen tokom prve polovine devedesetih, no usled loše ekonomske situacije ubrzo posle završetka postao je gotovo nefunkcionalan. Ruska vlada je 2001. započela projekat modernizacije sistema u koji je uključena i Indijska vlada.
GLONASS je 2010 pokrivao celu teritoriju Rusije a od oktobra 2011 pokriva i celu planetu.

## Trenutno stanje
Sistem je (stanje u martu 2017) potpuno operativan i sastoji se od 24 satelita.

## Civilna upotreba
Vladimir Putin je 18. maja potpisao dekret kojim se dozvoljava slobodan pristup navigacionom signalu dozvoljenom namenjenom za civilnu upotrebu bez naknade kako za građanje i pravna lica iz Ruske federacije tako i za ceo svet.

## Spoljašnje veze
- GLONASS uskoro pokriva ceo svet[мртва веза]
- Deo sajta ruske svemirske agencije posvećen GLONASS-u Архивирано на веб-сајту  (22. април 2016)
- GLONASS